# Lorium

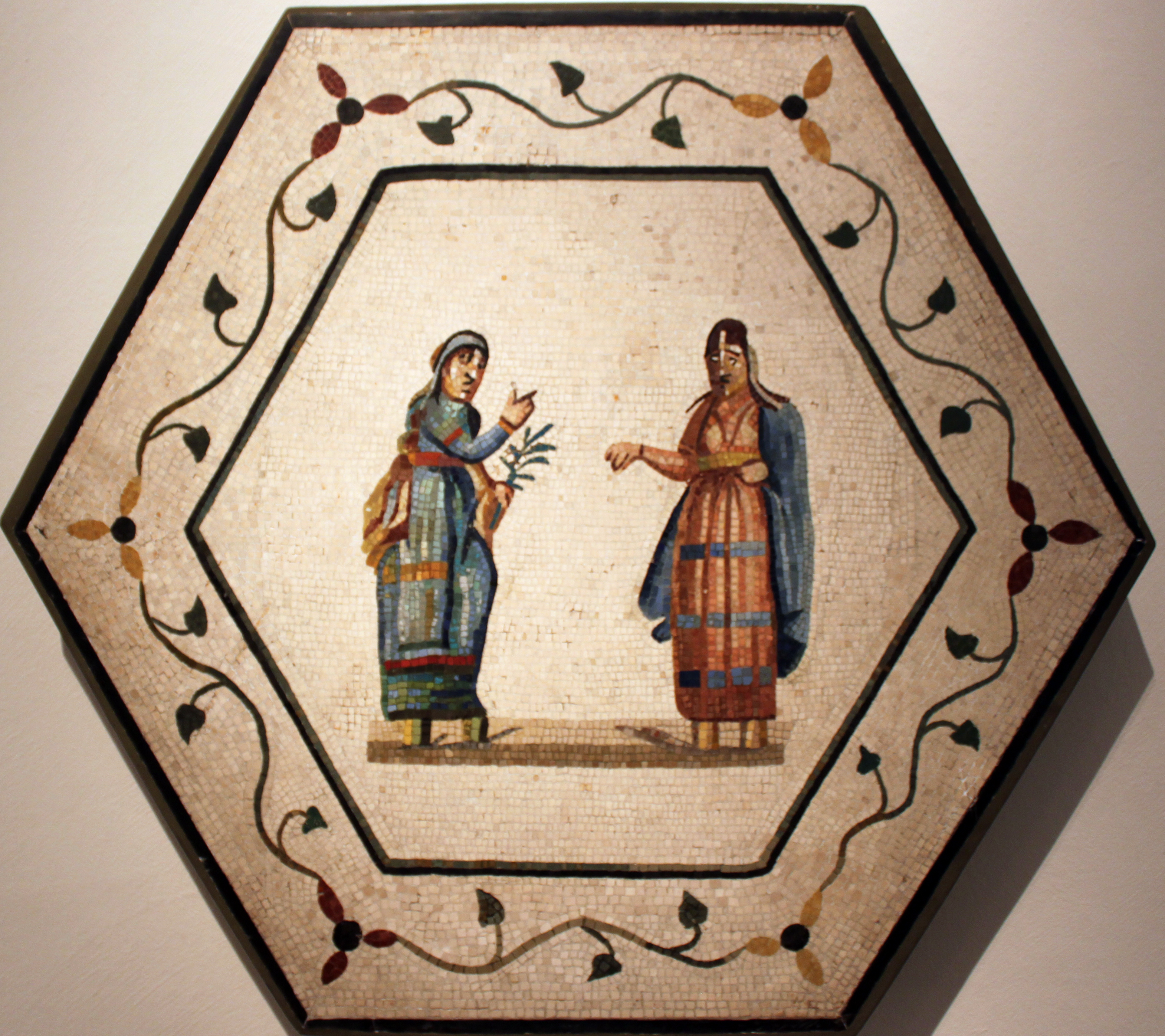
Mosaico con actores procedente de una villa de Lorium.

Lorium fue una antigua ciudad de Etruria. Por ella pasaba la Vía Aurelia. Estaba situada  a 19 km al este de Roma. El emperador romano Antonino Pío, fue educado en Lorium. Posteriormente mandó construir un palacio en el cual murió. Fue también uno de los lugares preferidos de Marco Aurelio.
Existen restos de antiguas edificaciones en las proximidades, a ambos lados de la Vía Aurelia, en la vecina Castel di Guido. Hay restos de tumbas, inscripciones, etc., que fueron excavadas en 1823-1824. Tres o cuatro kilómetros más al oeste estuvo probablemente la casa de postas de Bebiana, donde las inscripciones muestran que algunos marineros de la flota romana estaban estacionados; sin duda, un destacamento de Centumcellae, lugar al que llegaba la mencionada vía.